# Theta Hydri
Theta Hydri (θ Hyi / HD 19400 / HR 939) es una estrella de magnitud aparente +5,50 en la constelación de Hydrus, distante unos 525 años luz del sistema solar. No debe confundirse con Theta Hydrae (θ Hya), en la constelación de Hidra.
Theta Hydri es una estrella binaria cuyas componentes, separadas 0,1 segundos de arco, tienen cada una magnitud +6,3. La primera de ellas es una estrella azul de la secuencia principal de tipo espectral B3V y la segunda es una subgigante blanca de tipo A0IV. Cada una de ellas es unas 145 veces más luminosa que el Sol, siendo la temperatura efectiva del sistema de 13.350 K.
Theta Hydri está catalogada como una estrella Bw, una estrella con líneas de helio débiles en su espectro. La abundancia de elementos ligeros es ligeramente inferior a la del Sol; por ejemplo, el contenido en azufre es unas 2,5 veces menor que en nuestra estrella. Por el contrario, los elementos pesados son mucho más abundantes que en el Sol; el contenido en hierro es 6 veces mayor que el solar, y los contenidos en manganeso, estroncio, itrio y circonio son unas 100 veces más altos. Los elementos de tierras raras son unas 1000 veces más abundantes que en el Sol.